# Pontiac—Témiscamingue
Pour les articles homonymes, voir Pontiac et Témiscamingue (homonymie).
Pontiac—Témiscamingue fut une circonscription électorale fédérale des régions d'Abitibi-Témiscamingue et d'Outaouais au Québec. Elle fut représentée de 1949 à 1968.
La circonscription a été créée en 1947 avec une partie de la circonscription de Pontiac. Abolie en 1966, la circonscription fut redistribuée parmi Pontiac et Témiscamingue.

## Géographie
En 1947, la circonscription de Pontiac—Témiscamingue comprenait:
- Le comté de Pontiac
- Les villes de Belleterre et de Témiscaming
- Le comté de Témiscamingue, excepté les cantons de Montreuil, Rémigny, Beaumesnil, Clérion, Chabert, Landanet, Mazérac, Jourdan, Pélissier et Granet

## Députés
1. 1949-1958 — John Hugh Proudfoot, PLC
2. 1958-1965 — Paul Martineau, PC
3. 1965-1968 — Thomas Lefebvre, PLC

- PC  = Parti progressiste-conservateur
- PLC = Parti libéral du Canada